# Залізниця Париж — Брест
Залізниця Париж — Брест — залізниця завдовжки 622 км у Франції, яка сполучає Париж та західне портове місто Брест, через Ле-Ман та Ренн. Використовується для пасажирських (експресних, регіональних та приміських) та вантажних перевезень.
Залізниця була відкрита в декілька етапів у 1840 — 1865 роках.

## Маршрут
Лінія починається на станції Париж-Монпарнас і прямує у південно-західному напрямку перші 3 км, далі повертає на захід у Малакофф, минаючи південні райони Версаля. Далі знову прямує на південний захід до Мейнтенону, де прямує вздовж річки Ер повз Шартр. У Ла-Лупі залізниця залишає долину Ер у південно-західному напрямку і далі долиною Юїн у Конде-сюр-Юїн, а звідти прямує до Ле-Мана, де повертає на північний захід. У Сілле-ле-Гійом прямує на захід, перетинаючи річку Майен у Лавалі.
За Вітре вона проходить вздовж річки Вілен до Ренна. Потім прямує на північний захід до Ламбаль, де повертає на захід. Біля Сен-Бріє (у Іффіньяку) вона доходить до узбережжя Ла-Манш, далі на захід через Генгам і Морле до Бреста.
Швидкісні потяги TGV до Ле-Мана і далі на захід використовують колії LGV Atlantique між Парижем та Коннерре (20 км на схід від Ле-Мана), а не "класичну" лінію.

## Історія
Маршрут відкривався по-чергово. Дільниця Париж — Версаль вступила в дію в 1840 році, продовження до Шартра у липні 1849 року, до Ренна — у травні 1857 року, до Генгама — у вересні 1863, до Бреста — в 1865 році.